# Tönjes Bley
Tönjes Bley (* 21. Januar 1757 auf dem Hof Horster Grashaus bei Horsten (heute: Gemeinde Friedeburg); † 18. Dezember 1814 in Aurich) war ein ostfriesischer Wasserbauingenieur und Landvermesser. Als sein größtes Werk gilt der Bau des Treckfahrtstiefs, ein Vorläufer des Ems-Jade-Kanals. Bley kam als achtes von neun Kindern zur Welt. Die Eltern lebten als Hausleute auf dem der preußischen Landesherrschaft gehörenden Hof Horster Grashaus.
Bley nahm am 14. Oktober 1777 ein Studium der Mathematik, Naturlehre und Hydrotechnik an der Universität Halle auf. Sein Examen machte er nach sechs Jahren Studium, das jedoch durch mehrere Reisen unterbrochen wurde. Anschließend kehrte er in seine ostfriesische Heimat zurück.
Als Wasserbaukondukteur fand er zunächst eine Anstellung in Leer. Er erkannte den Wert der Anpflanzung von Helm in den Dünen der Ostfriesischen Inseln, um den fortschreitenden Landverlust nach Sturmfluten einzudämmen. Bley kartografierte zudem den ostfriesisch-oldenburgischen Grenzverlauf sowie die in den vorangegangenen etwa 160 Jahren entstandenen Fehnsiedlungen der Region.
Nach 1789 arbeitete Bley als Deichbaukommissar der Niederemsischen und Oberemsischen Deichacht. In jene Zeit fiel auch seine größte Leistung, der Bau des Treckfahrtstiefs in nur zwei Jahren (1798 bis 1800). Er setzte damit Pläne um, die bereits seit dem 17. Jahrhundert bestanden, aber nie zur Ausführung kamen, nämlich den Bau eines Kanals zwischen den Städten Emden und Aurich, also der wichtigsten Seehafenstadt der Region und dem Sitz der ostfriesischen Verwaltung. Der Kanal verbesserte die Verkehrsverbindung zwischen den beiden Städten, die bis dahin auf schlecht ausgebaute und im Winter oft überflutete Wege angewiesen war.
Aus den Niederlanden wurden fünf Treckschuten besorgt, die von Pferden gezogen wurde. Mit ihnen wurden Personen wie auch Waren transportiert, bis das Treckfahrtstief in der Mitte der 1850er-Jahre nach dem Bau von Steinchausseen an Bedeutung verlor. Bleys anfängliche Pläne, den Kanal nach Esens und Wittmund zu verlängern, wurden nicht umgesetzt. Teile des Treckfahrtstiefs sind heute in den Ems-Jade-Kanal von Emden nach Wilhelmshaven integriert, der von 1880 bis 1888 gebaut wurde.